# Либавское восстание
Либавское восстание – вооружённое восстание военных моряков Балтийского флота в Либаве 15 (28) июня 1905—18 июня (1 июля) 1905 во время Революции 1905-1907 годов в Российской империи.

## Предыстория
Либава и расположенный в ней порт Александра III была одной из важнейших баз Балтийского флота и главным центром формирования эскадр на усиление российского флота на Дальнем Востоке в начавшейся в 1904 году русско-японской войне. К начале лета 1905 года либавский гарнизон превышал 20 000 солдат и матросов. 
Начало революции 1905 года (в Прибалтике оно уже в феврале 1905 года вылилось в мощную политическую стачку, многочисленные демонстрации рабочих и их разгоны с применением оружия и жертвами) повлекло за собой усиление брожения в частях армии и флота. Революционные партии начали активную работу в воинских частях, ведя агитацию и создавая свои организации и кружки в войсках и на кораблях, организуя сходки и митинги, распространяя листовки. Особенно успешно в этом плане действовала Либавская организация Латышской социал-демократической рабочей партии, создавшая в мае 1905 года свой «Военный совет» (С. Нахимсон, Я. Ленцман, Ф. Грынинь, Г. Остелис и другие). Под его руководством к июню 1905 года действовали уже крупные большевистские организации в 1-м и 15-м флотских экипажах. В пропаганде активно использовались нежелание матросов и солдат участвовать в не пользующейся поддержкой масс русско-японской войне, жестокий казарменный режим, бесправие нижних чинов и факты грубости и издевательств ряда представителей офицерского состава по отношению к нижним чинам. В сознание нижних чинов активно внедрялась необходимость выдвижения политических требований к властям (от введения демократических свобод до передачи земли крестьянам и даже до ликвидации самодержавия). Начало восстания планировалось на осень 1905 года и должно было последовать сразу за началом всеобщей политической забастовки в городах Прибалтики.
Поскольку на предприятиях Либавы одна за другой происходили забастовки рабочих, то командование запретило нижним чинам увольнительные и выход в город. Обстановка во флотских экипажах оказалась сильно накалена. 

## Начало восстания
Восстание началось стихийно и во многом напоминало события, развернувшиеся несколькими днями раньше на Черноморском флоте на броненосце «Князь Потёмкин-Таврический». Вечером 15 (28) июня во двор казарм 1-го флотского экипажа прибыли подводы с продуктами. Находившиеся во дворе в ожидании вечерней поверки матросы обратили внимание на неприятный запах от подвод, самовольно вскрыли мешки и обнаружили, что мясо и сало были протухшие. На крики во дворе собрался почти весь экипаж. Матросы пресекли попытку дежурного офицера отправить негодные продукты обратно и потребовали вызова командира экипажа и командира порта Императора Александра III контр-адмирала А. А. Ирецкого. На место прибыл командир 15-го флотского экипажа капитан 1-го ранга Куприянов, попытавшийся сначала вывести во двор вооружённую дежурную роту и с её помощью арестовать зачинщиков, а когда рота присоединилась к возмутившимся – приказавший пробить боевую тревогу. Но матросы её игнорировали.
Когда по приказу Куприянова мичман Черняев привёл на место возмущения дежурную полуроту из 9-го флотского экипажа, то матросы закидали его камнями (мичман был ранен камнем и скрылся), его полурота узнала о причинах случившегося и примкнула к матросам, а вслед за ней и весь экипаж. Так стихийное возмущение переросло в восстание.
Матросы 1-го и 9-го флотских экипажей пришли в 6-й и 15-й флотские экипажи, разгромили карцер и освободили находившихся там арестованных матросов. Попытка командира 6-го экипажа капитана 1-го ранга Арнаутова силой разогнать матросов (по его приказу дежурная полурота из его экипажа дала ружейный залп поверх голов) только усугубила положение. Возмущение стало настолько сильным, что и его экипаж перешёл на сторону восставших. Следом это сделал и 13-й флотский экипаж. Таким образом, в восстании приняли участие пять флотских экипажей. Общая численность непосредственно участвовавших в восстании матросов установить невозможно, но их количество безусловно превышало 1 000 человек. Большевистские агитаторы из числа матросов немедленно стали выдвигать политические лозунги. К 11 часам вечера восставшие взломали все оружейные комнаты в своих экипажах, вооружились, и двинулись к управлению порта.
Контр-адмирал Ирецкой приказал немедленно увести от причалов к выходу из порта все военные корабли, транспорты и иные плавсредства, что было исполнено находившимися на борту командами, не знавшими о событиях в порту. Бывшие на берегу офицеры спасались бегством из порта в город. К полуночи порт был занят восставшими (часть служебных зданий была ими обстреляна из винтовок перед занятием, но обошлось без жертв), над зданием управления порта был поднят красный флаг. Полицейский участок в порту был разгромлен.

## Ход восстания и его прекращение
Вооружённые матросы численностью до 400 человек двинулись из порта в город, но попасть в него не смогли. Порт был изолирован от города каналом, через который обычно курсировал паром, но его успели отогнать к городскому берегу. По тревоге были подняты части либавского гарнизона, занявшие берег канала. От прорыва в город матросы отказались.
Впрочем, командование оценивало и части либавского гарнизона и личный состав береговых батарей как «ненадёжные». Срочно были вызваны подкрепления – Вяземский 115-й пехотный полк и два эскадрона Смоленского 8-го драгунского полка, а затем и казачьи части. Порт был объявлен на военном положении. С моря он был заблокирован броненосными фрегатами «Адмирал Спиридов» и «Адмирал Чичагов», а также тремя миноносцами, готовыми к открытию артиллерийского огня по восставшим. В порт был прекращён подвоз продовольствия.
В блокированном порту происходили митинги восставших, но решительных действий они в отсутствие единого руководства не предпринимали. Не пытались они привлечь на свою сторону также рабочих Либавского судостроительного завода и Либавского торгового порта, на территорию которых у них был свободный доступ. Имели место небольшие спонтанные перестрелки матросов с казаками через канал.
Под угрозой применения артиллерии 18 июня (1 июля) на митинге восставшие большинством голосов решили сдаться без сопротивления, при этом передав командиру порта список из 27 требований. Там были как насущные пожелания матросов (вежливое обращение офицеров и унтер-офицеров с нижними чинами и отдача командиров под суд за рукоприкладство, возобновление увольнений в город по очередности, разрешение посещение общественных мест в городе, улучшение питания), так и политические требования (сокращение срока службы с 7 до 5 лет, свобода собраний во внеслужебное время и другие). Контр-адмирал Ирецкой принял требования и обещал просить царя об их удовлетворении.
18 июня матросы сдали оружие, на территорию порта были введены войска. Основная масса восставших была погружена на корабли, где оказалась в изоляции на положении арестованных.  

## Следствие и суд
Для расследования в порт прибыл морской министр адмирал А. А. Бирилев, угрожавший арестованным, что при отказе выдать руководителей восстания будет расстрелян каждый десятый. Но по признанию командования, «бунтовавшие» флотские экипажи оказались очень сплоченными, стойкими на следствии и «зачинщиков» не выдавали. Поэтому основными виновными были признаны те, на которых указали офицеры, присутствовавшие при начале восстания.  
Судил восставших временный военно-морской суд Кронштадтского порта. К суду было привлечено 138 матросов.  
Приговор был оглашён 11 августа 1905 года. К расстрелу были приговорены 11 матросов (10 из 1-го флотского экипажа и 1 из 13-го флотского экипажа), к каторжным работам на срок от четырёх до десяти лет – 13 человек, к заключению в военно-морской тюрьме сроком до 8 месяцев – 2 человека, к направлению в дисциплинарный батальон – 1 человек, к строгому аресту на гауптвахте – 28 человек. Остальные 87 подсудимых были оправданы. Во время следствия в тюрьме скончался один из арестованных.
Однако ввиду усиления революционного движения суд после вынесения приговора ходатайствовал о замене смертной казни на каторжные работы и о смягчении наказаний для других осужденных. При утверждении приговора 17 августа морской министр А. А. Бирилев согласился с мнением суда и заменил всем приговорённым к смертной казни наказание на каторжные работы (в начале 1906 года их отправили на каторгу в Нерчинск). 1-й флотский экипаж был расформирован, наиболее ненадёжных матросов перевели в армию и отправили на фронт русско-японской войны. Остальных перевели в Кронштадт и там разбросали по разным частям (значительная часть их там приняла участие в Кронштадтском восстании 1906 года, после которого на каторгу были осуждены более 10 бывших участников Либавского восстания). Матросов других экипажей также большей частью перевели в армию или в отдалённые морские части (всего таких оказалось около 1300 человек).